# 566
Раннє Середньовіччя. Триває чума Юстиніана. У Східній Римській імперії продовжується правління Юстина II. Візантійська імперія повернула собі значну частину володінь колишньої Римської імперії. Франкське королівство розділене між синами Хлотара I. Іберію займає Вестготське королівство, у Тисо-Дунайській низовині лежить Королівство гепідів. В Англії розпочався період гептархії.
У Китаї період Північних та Південних династій. На півдні править династія Чень, на півночі — Північна Чжоу та Північна Ці. Індія роздроблена. В Японії триває період Ямато. У Персії править династія Сассанідів. Степову зону Азії та Східної Європи контролює Тюркський каганат.
На території лісостепової України в VI столітті виділяють пеньківську й празьку археологічні культури. VI століття стало початком швидкого розселення слов'ян. У Північному Причорномор'ї співіснують різні кочові племена, зокрема гуни, сармати, булгари, алани, авари.

## Події
- Візантійське військо допомогло гепідам отримати перемогу над лангобардами в Мезії, однак король гепідів Кунімунд відмовився віддати Сірмій, як було домовлено.
- Візантійський імператор Юстин II розірвав угоду з гепідами, а лангобарди домовилися з аварами на важких умовах — десята частина худоби лангобардів й половина здобичі.
- Тюрки з Тюркського каганату перейшли через Волгу з метою розбити аварів.